# Massilieurodes homonoiae
Massilieurodes homonoiae là một loài côn trùng cánh nửa trong họ Aleyrodidae, phân họ Aleyrodinae.
Massilieurodes homonoiae được Jesudasan & David miêu tả khoa học đầu tiên năm 1991.